# مهمة إسطنبول (فلم هندي)
مهمة إسطنبول (بالإنجليزية: Mission Istaanbul)، هو فيلم أكشن هندي من إنتاج عام 2008 ومن بطولة فيفيك أوبروي، شريا ساران و زايد خان في الأدوار الرئيسية. ومن إخراج ابورفا لاخيا. تدور أحداث الفيلم حول قناة اخبارية تدعى «الجوهرة» ومقرها في مدينة إسطنبول التركية، وهي قناة مثيرة للجدل يشتبه في تورطها بعلاقات مع الإرهابيين حيث يوجد في مقر القناة طابق يعرف بالطابق الـ 13 حيث يمنع أي شخص من دخولها. ويُكتشف في النهاية أن هذه القناة تقوم بتلفيق شرائط فيديو زائفة لزعيم إرهابي ميت منذ زمن، مما يقود إلى مواجهة عنيفة بين بطلي الفيلم من جهة، وأسياد القناة مدعومين بالشرطة والأمن التركي من جهة أخرى.

## طاقم الممثلين
- فيفيك أوبروي بدور: رضوان خان.
- زايد خان بدور: فيكاس ساجار.
- شريا ساران بدور: أنجالي ساجار.
- نيكيتين دهير بدور: الغازيني.
- شابير أهلووالايا بدور: خليل نزير.
- سونيل شيتي بدور: اويس حسين.
- شويتا بهاردواج بدور: د. ليزا لوبو.
- برينت ميندنهال بدور: الرئيس جورج بوش.
- أبهيشيك باتشان ظهور خاص.
- بيا تريفيدي ظهور خاص.

## الإنتاج
دور زايد خان في الفيلم كان مقررا أن تكون لبوبي ديول. توشار كابور أيضا كان مقررا أن يلعب دور الشرير، ولكن الدور ذهب في النهاية إلى نيكيتين دهير.

## أمور لادخل لها في الفيلم
- اسم الشبكة التلفزيونية الوهمية في الفيلم، الجوهرة، هو اسم عربي لإحدى الأحجار الكريمة، وهي ليست كلمة تركية كما جاء في الفيلم كما أنه لا توجد أل التعريف في اللغة التركية. وبالمثل، الاسم أبو نزير هو اسم عربي أيضا وليس تركي، حيث خلافا للعديد من الثقافات العربية، الرجال الأتراك لا يأخذون اسم «أبو» يليها «اسم الابن». أسماء العديد من الشخصيات في الفيلم أيضا ليست تركية، الإملاء الصحيح لإسم رضوان "Rizwan" في التركية تكون "Rızvan"، في حين أن اسم أويس "Owais" بالتأكيد ليس اسما تركيا حيث أن الأبجدية التركية لا تتضمن حرف "W".
- وللمعركة بين زايد خان ونيكتن دهير، كان لابد لزايد خان ان يُزيد وزنه 11 كيلوغرام حتى يصبح وزنه 75 كيلوغرام لأول مره في حياته. لانه كان لابد من مواجهة الرجل السيئ نيكتن دهير، الذي كان طوله 6 أقدام و4 بوصات ووزنه 86 كيلوغرام.
- فيفيك أوبروي ترك شعره ينمو لدورِه كمغوار تركي في الفلمِ.
- عمر عبد الله، سياسي من جامو وكشمير، ظهر في الفيلم كنفسه.
- برينت ميندنهال شبيه الرئيس الأمريكي جورج بوش يظهر في الفيلم كـ بوش.
- منظمة الجوهرة في الفيلم ودورها المزعوم بعلاقاتها مع الإرهابيين، تشبه في اسمها ومقرها قناة الجزيرة في قطر والذي تعرض لانتقادات من قبل بعض المسؤولين في البيت الأبيض باعتبارها مخرجا أو منفذا للإرهابيين. في هذا الصدد أيضا الفيلم يساعد في دعم العالم الغربي في حربها على الإرهاب ويسخر أيضا من البلاد موطن الشبكة التلفزيونية الخيالية تركيا والتي هي عضوة في منظمة حلف شمال الأطلسي (الناتو) وتشارك قواتها في الحرب على الإرهاب في أفغانستان.

## الإستقبال
لاقى الفيلم ملاحظات سلبية إلى حد كبير، وبعض المراجعات الإيجابية. الناقد السينمائي راجيف ماساند أعطى الفيلم 1 من أصل 5 نجوم، في حين أعطى ناقد سينمائي آخر 4 من أصل 5 نجوم.

## الموسيقى
الموسيقى بواسطة شامير تاندون، شيرانتان بهات، أنو مالك وميكا سينغ

### قائمة الأغاني
| الرقم | الأغنية                   | المغني                                  | ملاحظات                                                     |
| ----- | ------------------------- | --------------------------------------- | ----------------------------------------------------------- |
| 01    | "World Hold On"           | كونال جانجاوالا، غاياتري جانجاوالا، راج | تمثيل زايد خان، شويتا بهاردواج & نيكيتن دهير                |
| 02    | "Mission Mission"         | حمزة فاروقي                             | تمثيل فيفيك أوبروي، زايد خان، نيكتين دهير، شابير أهلووالايا |
| 03    | "Jo Gumshuda"             | شان، ماهالاكشمي لاير، ايج               | تمثيل زايد خان، شريا ساران                                  |
| 04    | "Nobody Like You"         | نيراج شريدهار، انوشكا، إيشك بيكتور      | تمثيل أبيهيشك بتشان، بيا تريفيدي                            |
| 05    | "Yaar Mera Dildaara"      | زوبين جارج، سونيدي شوهان                |                                                             |
| 06    | "Apun Ke Saath"           | ميكا سينغ، بريا نايار، فيكاس كولي       | تمثيل فيفيك أوبروي                                          |
| 07    | "Jo Gumshuda (Remix)"     | شان، ماهالاكشمي لاير، ايج               | تمثيل كل الأبطال والطاقم خلال النهاية                       |
| 08    | "Nobody Like You (Remix)" | نيراج شريدهار، انوشكا، إيشك بيكتور      |                                                             |
| 09    | "World Hold On (Remix)"   | كونال جانجاوالا، غاياتري جانجاوالا، راج |                                                             |